# 佛兰德公路
《佛兰德公路》（La Route des Flandres）是克洛德·西蒙的一部小说，1960年9月1日由子夜出版社出版。西蒙为此获得了龚古尔文学奖的提名但落选，最后获《快报》文学奖。
这部小说主要是根据西蒙当年在战争中的经历和感受，以及他的家族的往事和传闻写成的。1939年第二次世界大战爆发期间，西蒙曾在骑兵团服役，当时他曾与一位法国贵族世家出身的亨利·德·柯林斯为伍。1940年春，他参加了著名的牟兹河战役，因头部受伤而被德军俘虏，后来又从俘虏营中逃出。

## 情节
战后的一天夜里，骑兵佐治与骑兵队长的年轻妻子科里娜在一家旅店幽会，佐治断断续续回忆着当时他们在佛兰德公路周围撤退的情景：第二次世界大战初，法国军队在北部的佛兰德地区被敌军击溃。出身于贵族之家的骑兵队长德·雷谢克，带领着他的骑兵队仅剩下的三个骑兵继续向后撤退。四年前，骑兵队长德·雷谢克与一位比他年轻许多的女子科里娜结婚，由于这女子的一时爱好，他建造了一个赛马用的马厩，而且雇佣了一位名叫依格莱兹亚的骑师，后来德·雷谢克知道科里娜对自己并不忠实。
德·雷谢克所受的传统教育和所有的道德观念，迫使他不得不隐藏自己的痛苦和烦恼。在漫长的后撤中，他表面上始终是那么的平静，脸上却毫无表情，几乎不露出一点心烦、焦躁。他骑在马上，仍然保持着笔挺的姿势，好像他们不是在全面溃退，而是在被检阅。十几天以来，他和三个骑兵都严重缺少睡眠，一直在马上没有睡过，路上到处是破烂的行李，死伤的人、牲畜，倒塌的房屋……在危险的地方，队长一边若无其事地继续走，一边和那年轻的少尉交谈，大概是谈他在骑术方面的成就，谈赛马时用橡皮的好处。对那些埋伏在树后面等着他的敌军，他似乎根本不关心。当一阵机枪从树篱后面朝他瞄准扫射时，他随手就拔出军刀。很快，佐治看到他举起一只手臂，挥动那无用而且可笑的武器，做出一种像骑马塑像的传统的姿势，大概是他从几代的持刀作战的军人身上继承下来的，反光仅仅照出一个阴暗的身影，使他显得暗淡无色，似乎人和马一起浇铸在同一种物质、同一块灰白色金属中。一瞬间，阳光照射在拔出的刀刃上闪闪发光，接着全部——人、马和剑一起朝一侧倒下，军刀一直拿在高举的手里。自从他完全知道妻子的不忠以后，也知道了从此以后等待他的是什么。在他痛苦得不知如何结束这一切的时候，战争为他提供了机会。他可以在战争中被杀死，也就可以及时地、秘密地结束四年前不该有的婚姻。在后撤中，他不仅是直立在马上，停在大路正中间，把自己暴露无遗，而且不愿费点时间，把马驱到树下隐藏起来。他的这种做法使矮小的少尉误以为这才足以表现一位骑兵军官最漂亮、最出色、最有风度，眼看死亡在面前也感觉不到。少尉根本不知道队长心里想的究竟是什么。佐治对队长的死始终带着疑惑，他一直跟在队长的后面，亲眼看见队长倒下，而且，佐治认为队长完全可以躲开子弹。
佐治与队长有亲戚关系，佐治的母亲出身于德·雷谢克家族，所以德·雷谢克对佐治总是有点照顾。在撤退途中，佐治曾累得听不见人们的哭喊声，也看不清满地灰尘和恶臭的污垢，他只能盯着队长那瘦骨嶙峋、挺得笔直的背影，紧紧地跟随着；队长似乎对眼前的一切毫无感觉，他似乎什么也看不见，不时跟那位矮小的少尉平静地聊着，像平常两个骑士结伴骑马外出时一样。他们就这样不停地撤退着。一天，他们好不容易挤上了一列火车，在黑暗、拥挤的车厢里，他们几个人的身体不得不相互交错堆叠在一起，不能动弹，浑身散发出来的臭味，闷得他们几乎喘不过气来，也不知道在火车上熬过了多少时间。骑兵布吕姆在不停地埋怨、发牢骚，而佐治还在问几点钟了。他们不知不觉又陷入了回忆：他们路过的一个小酒店，它的墙壁很龌龊，后院堆积了许多空箱子，还有四处奔跑的鸡；酒店的楼上窗帘后有一个女人，看见他们这些站着喝酒并且全副武装的骑兵，她一点不感到惊奇，而佐治对她有着各种各样的幻想……当时，骑兵们一边静静地喝酒，一边拉着饮水的马，同时看着眼前的死人，还有烧坏的卡车和汽车。佐治还看见德·雷谢克正不慌不忙地从他那绿色柔软的料子裤里掏钱，并且安详地数好付给侍女。队长的这些举止让佐治联想起赛马场的情景：在阳光明媚的春天，身穿各色服装的骑师们骑在马上，听到赛马的钟声后，纷纷排队从那枝大叶茂的墨绿色的野栗子树下跑过，他们穿着各式鲜艳的绸上衣，戴着红、黄、蓝色的软帽。此时，骑师依格莱兹亚身穿粉红色的绸上衣骑马走过，而德·雷谢克的年轻妻子科里娜坐在树下的椅子上，似乎没有看见骑师经过，只是心不在焉地在听一些退休的上校们谈话。同样是阳光灿烂，佐治他们正走在到处是死尸、炸坏的汽车、手提箱的路上。经过这十几天的撤退，佐治的感觉也随之变得迟钝、疲惫，已逐渐对周围的任何事情视若无睹，不再感到惊异了。他所看见的东西只是些模糊的斑点，地上手提箱里散落出来的衣料，在他看来已成死人流出的肠子或是马尸的内脏……后来，佐治什么也不能想了，什么也看不见了，只能极力睁开眼睛，挺直身体坐在马上。在漆黑的夜晚里，佐治只能听见马蹄单调的声音，还有嘀嗒的雨声。在寒冷中，整个骑兵队（仅有四个人）随着马的一高一低的步伐而有点摇摆着，似乎在原地行走而没有向前推进。他们的军装被雨水慢慢浸透，冰冷地贴在身上，在黑暗中人和马都已麻木了，仿佛不知朝什么地方去，也不知哪里是目标。终于，他们在一个漆黑的谷仓里安顿下来。骑兵布吕姆已经累得脸和嘴都发灰，几乎再也站不住，顺着墙倒下就睡着了，他们裹在被雨水浸透的布毯里睡了一夜，每个人的脸上都好像戴着由疲乏、厌恶和污垢构成的面具，整个面部都肿了起来。
不管遇到什么情况，依格莱兹亚依然把德·雷谢克的鞍擦亮。依格莱兹亚曾是德·雷谢克的骑师，他比其他人要年长十几岁，由于队长的安排，现在是队长的勤务兵，他与队长的妻子科里娜的关系暧昧。在后撤途中，他俩总是一前一后地相随，走在前面的队长从来没有回过头来跟后面的勤务兵说话，除了那不可少的礼节。队长和旧日雇佣的骑师的关系以及两人之间在金钱支配和军阶上存在的巨大差别：还有两人不同的语言，在他们之间筑起一道无法消除、无法逾越的障碍。队长德·雷谢克在途中被埋伏的敌人打死后，依格莱兹亚也受了伤，剩余的人被打散了。佐治和依格莱兹亚在奔跑中迷失了方向，他们到处寻找失散的布吕姆，他们终于在一个肮脏、拥挤的车厢中相遇，布吕姆已经病得很重，瘦得很可怕，眼睛深陷，喉节突出到像要穿出皮肤，他的声调也干瘪无肉。他们在一片逃亡大地上已无法找出后撤的方向，人们在四处逃命，他们走到哪里哪里都已被敌人占领，而且，他们身上的骑兵制服成了敌人射杀的目标。因此，他们不得不气急败坏地砸开民房，脱掉沉重的制服，翻找便衣穿上。当依格莱兹亚看见镜中的自己时，不禁被自己的形象吓住：一个瘦得皮包骨的男人，像骷髅一样……其实，他们活着的人都已瘦得没有人形了。尽管如此，骑兵们还是极力在地图上寻找撤退的方向，结果朝着反向走去，几乎是与十几天前他们迎着敌军走去的路线平行。由于战场的方向在此时已有改动，从作战示意图上已无法找到准确的位置。因为事实上战线支离破碎、迂回曲折，有时彼此交叉、相互交错。一星期前原本是炮兵团、骑兵团、装甲兵团，而现在这一切都消失了，以致一位将军因为再也找不到继续活下去的理由，终于朝自己的脑袋开了枪。后来，佐治他们被敌军俘虏，囚禁在一个草场里，没吃没喝，只有吃草根来充饥。在这期间，从头至尾，春天的天空是那样的明朗、洁净、透亮。当寒夜降临时，他们只有相互紧挤在一起，以保存一点热气。不知经过了多少个日夜，佐治他们终于逃脱出来了。三年前，布吕姆病死了。在佐治的记忆中，当年在佛兰德公路撤退时，他们骑着马也许从没有停过步，他们总是不停地在雨水淋漓的黑夜里没完没了地骑马前行。队长的死因一直迷惑着佐治。

## 主题与风格
该书通过法国士兵及其队长在溃退途中的痛苦遭遇，描述了战争的残酷、人与人之间关系的畸形，以及饥寒的折磨、爱情的渴求和情欲的冲动，反映了两次世界大战给西方人带来的精神上的摧残和对世界的幻灭感，对于他们来说世界是没有理性可言的，人也无法创造历史，更无法左右自己的命运，人只是时间和历史的奴隶。作者同时也描绘了大自然的美丽、宁静与和谐，将战争的灾难和大自然的美景相对照，突出了社会和战争的丑恶。这部小说在创作手法上的最大特点就是借鉴了绘画的原理，将绘画艺术运用于小说创作中。小说的内容主要是战争结束后，乔治与德·雷谢克上尉轻佻、放荡的妻子科里娜在一家小旅馆中同宿时乔治模糊、零星的回忆、幻觉和想象的画面。
在这部作品中，作者打破了传统的以时间为序的单一的线性叙述方式，而代之以绘画艺术的共时性和多面性。即在同一时间内把历史、现实、回忆、梦境、想象和幻觉等一起呈现在读者的面前，造成一种视觉冲击的效果。就像一幅巨型油画，或者一个由破碎的彩色玻璃画面构成的万花筒。这样做的好处是把小说变成色彩浓郁、光度对比强烈、层次繁多、变化复杂、使人眼花缭乱、让人感到既迷惑又被深深吸引的“文字画”。这正如西蒙自己所宣称的那样：“我写小说如同人们作画一样。”西蒙在《佛兰德公路》的创作谈中说，他构思这部小说时，整部小说是“一下子涌现在我脑海中，……全部一起迅猛地一下子卷来……德·雷谢克的祖先、战争、所有的一切……”为了忠实地录下他的这些记忆，西蒙选择了用彩色铅笔作画的方式来记述脑海中的回忆。这同时也产生了一个问题：读者在阅读作品时，怎样才能够及时地跟上作者的记忆，而不致误入迷途茫然无措?为了避免这个问题，西蒙想了一个办法，在作品的开头十五页里提供全书最初的形象概述或撮要，也就是全书的“缩影”，而作品的其余部分则是这个“缩影”的扩展和深入。